# Antje Radcke
Antje Radcke (* 7. Februar 1960 in München) ist eine deutsche Politikerin der Partei Bündnis 90/Die Grünen und Unternehmerin.

## Leben
Antje Radcke wuchs in Langelsheim auf und machte ihr Abitur in Seesen. Anschließend studierte sie Pädagogik und Mathematik in Hamburg.
Sie trat 1990 zunächst in die SPD ein, beendete diese Mitgliedschaft jedoch bereits 1993 wieder, da sie den Asylkompromiss ablehnte, dem die SPD im Bundestag zustimmte.
Von 1996 bis 1998 war sie Landesvorstandssprecherin der Grün-Alternativen Liste (GAL) in Hamburg, anschließend von Dezember 1998 bis Ende Juni 2000 Bundesvorstandssprecherin (Parteivorsitzende) von Bündnis 90/Die Grünen, gleichberechtigt mit Gunda Röstel. Zu Nachfolgern von Röstel und Radcke wurden auf dem Parteitag im Juni 2000 Fritz Kuhn und Renate Künast gewählt.
Nach ihrer Rückkehr nach Hamburg war sie erneut, gemeinsam mit Kurt Edler, Vorstandssprecherin der GAL in Hamburg. Nach der Bürgerschaftswahl in Hamburg 2001, bei der die GAL 5,1 Prozentpunkte verlor, wurde der Landesvorstand abgesetzt. Daraufhin zog sich Radcke aus der Politik zurück.
Nach ihrer politischen Karriere war sie Bundesgeschäftsführerin des Berufsverbandes der Atem-, Sprech- und Stimmlehrer/innen, seit 2004 arbeitet sie als selbständige PR-Beraterin und Kommunikationstrainerin.
Antje Radcke hat eine Tochter und einen Sohn.